# Anni-Frid Lyngstadová
Anni-Frid Synni Lyngstadová, nepřechýleně Lyngstad, známá jako Frida (* 15. listopadu 1945 v norském Ballangenu nedaleko Narviku), je švédská zpěvačka, známá hlavně jako členka skupiny ABBA. Je dcerou německého vojáka Alfreda Haaseho a Norky Synni Lyngstad. Po matčině smrti ji vychovávala babička, se kterou se odstěhovala do Švédska. Frida byla vdaná za Bennyho Anderssona. V letech 1992–1999 byla vdaná za Heinricha Ruzzo knížete von Reuß a hraběte von Plauen, který v roce 1999 zemřel na rakovinu. Jako jeho vdova a občanka Švédského království má oba šlechtické tituly (kněžna von Reuß a hraběnka von Plauen). Od roku 1986 žije ve Švýcarsku. V roce 2018 se přestěhovala do obce Genolier nedaleko Ženevského jezera poté, co několik let žila v Zermattu. Věnuje se charitě a ochraně životního prostředí.
Vydala úspěšná sólová CD před i po kariéře ve skupině ABBA. Její švédské album z roku 1996 Djupa Andatag zaznamenalo velký úspěch v Evropě, samozřejmě hlavně ve Skandinávii.

## Děti
- Hans Ragnar Fredriksson
- Ann Lise-Lotte Casper Fredriksson

## Dětství
V dětství prožila nejsmutnější období svého života. Byla totiž dcerou německého vojáka, za což kvůli okupaci Norska za druhé světové války sklízela její matka Synni Lyngstad mnoho posměchu a pohrdání. Lidé v její obci na ni plivali a pokřikovali různé nadávky, protože měla dítě s příslušníkem wehrmachtu. Synni Lyngstad zemřela velmi předčasně, ve svých 21 letech.
Fridina babička si roku 1947 vzala Fridu do Švédska a přivedla ji ke zpěvu. Poprvé zpívala na veřejnosti v 10 letech na večírku Červeného kříže a od 13 let zpívala profesionálně s taneční skupinou v restauraci v Eskilstuně, přestože musela uvést nepravdu o svém věku – řekla, že je jí 16 let.

## Kariéra
Zpívat začala s velkou skupinou vedenou Bengtem Sardlindem a zamilovala se do jiného člena skupiny, Ragnara Fredrikssona, který s ní založil skupinu Ann-Frid 4. Vzali se a měli dvě děti – Hanse a Liselotte. Avšak stále nebyla spokojená, pročež se účastnila mnoha místních talentových konkursů, až vyhrála. To ji vedlo k účasti na soutěži talentů v SVT's Hyland's Corner. Opět vyhrála a podepsala smlouvu s vydavatelstvím EMI.
Navzdory tomu stále nezaznamenala mnoho úspěchů, dokud roku 1969 nepotkala Bennyho Anderssona, který se stal jak jejím snoubencem, tak i producentem. Její první hity přišly v roce 1971 a zaznamenala dokonce sólový úspěch během několika prvních let, když už zpívala se skupinou ABBA (podobně jako Agnetha). Po rozpadu skupiny ABBA vydala několik sólových alb, ale později se kvůli tragickým událostem v osobním životě (její dcera zemřela při autonehodě a manžel na rakovinu) vytratila z hudebního světa. Poté ještě několikrát spolupracovala s různými hudebníky. Její poslední aktivita v hudebním průmyslu byla zaznamenána roku 2004. V roce 2021 opět zazpívala na novém albu skupiny ABBA Voyage.

## Sólová alba a singly

### Alba
- Frida (1971)
- Min egen stad (1972)
- Frida ensam (1975)
- Something's going on (1982)
- Shine (1984)
- Djupa andetag (1996)

### Singly
- En ledig dag (1967)
- Din (1967)
- Simsalabim (1968)
- Mycket kär (1968)
- Härlig är vår jord (1969)
- Så synd du måste gå (1969)
- Peter Pan (1969)
- Där du går lämnar kärleken spår (1970)
- En liten sång om kärlek (1971)
- En kväll om sommarn (1971) – společně s Larsem Berghagenem
- Min egen stad (1971)
- Vi är alla barn i början (1972)
- Man vill ju leva lite dessemellan (1972)
- Fernando (1975)
- I know there's something going on (1982)
- To turn the stone (1983)
- Here we'll stay (1983)
- Time (1983) – společně s B.A. Robertsonem
- Shine (1984)
- Come to me (1984)
- Så länge vi har varann (1987) – společně se skupinou Ratata
- Änglamark (1992) (Artister för Miljö)
- Även en blomma (1996)
- Ögonen (1996)
- Alla mina bästa år (1997) – společně s Marií Fredriksson